# Brachinus alternans
Brachinus alternans är en skalbaggsart som beskrevs av Pierre François Marie Auguste Dejean. Brachinus alternans ingår i släktet Brachinus och familjen jordlöpare. Inga underarter finns listade i Catalogue of Life.